# セバスティアン・アレー
- セバスティアン・アレール
- セバスティアン・アレ
- セバスティアン・アルル

セバスティアン・ロマン・テディ・アレー（Sébastien Romain Teddy Haller, フランス語発音: [se.bas.tjɛ̃ a.lɛʁ]; 1994年6月22日 - ）は、フランス・リス＝オランジス出身のサッカー選手。FCユトレヒト所属。コートジボワール代表。ポジションはFW。
フランス出身であり、コートジボワールの公用語もフランス語。フランス語は基本的に語頭の「H」を発音しないため、英語読みの「ハラー」は明らかな誤りである。

## クラブ経歴

### オセール
AJオセールのユースチームで育ち、2011 FIFA U-17ワールドカップ期間中の2011年6月にプロ契約を結んだ。
2012-13シーズンにトップチームに昇格し、2012年7月に行われたリーグ・ドゥのニーム・オリンピック戦で公式戦デビュー。しかしベルナール・カゾニ監督との折り合いが悪く他クラブへの移籍を希望した。

### ユトレヒト
2014年12月、エールディヴィジのFCユトレヒトにシーズン終了までレンタル移籍することが発表された。加入後半年間で17試合11得点を記録する活躍を見せ、シーズン終了後にユトレヒトへ完全移籍。またサポーター投票でチームのベストプレーヤーに選出された。翌2015-16シーズンにはエリック・テン・ハフ監督の下、得点ランキング5位タイとなる17得点を挙げクラブのリーグ5位躍進に貢献した。

### フランクフルト
2017年5月、アイントラハト・フランクフルトに移籍。契約は4年。加入初年度でエースストライカーとしてリーグ戦9ゴールを挙げ、DFBポカールでも4得点を記録しクラブのUEFAヨーロッパリーグ出場権獲得に貢献。翌シーズンは新加入のルカ・ヨヴィッチやアンテ・レビッチらと共に強力な攻撃陣を形成し、リーグ戦15得点を挙げ2年連続のEL出場権獲得を達成した。

### ウェストハム
2019年7月15日、プレミアリーグのウェストハム・ユナイテッドFCとクラブ間合意に至ったことが発表された。ロンドンでのメディカルチェックを経て同月17日にウェストハムと5年契約を結び、移籍金4500万ポンドはクラブレコードとなった。しかしデイヴィッド・モイーズ監督の下でリーグ戦48試合に出場したものの、10得点と安定的な成績を収めることはできなかった。

### アヤックス
2021年1月8日、アヤックス・アムステルダムへ加入しエールディヴィジに復帰。移籍金は2250万ユーロで4年半の契約を締結し、かつての指揮官であるテン・ハフと再会した。
2021年9月15日、欧州CL・GL第1節のスポルティング戦では大会史上二人目となるCL初出場で4得点を決めた。続く9月28日、GL第2節のベシクタシュJK戦ではCLデビューから史上初となる2試合で5得点を決めると、7試合までこの連続ゴールの記録を伸ばし、このシーズンのチャンピオンズリーグではトータル11ゴールを記録した。また国内リーグでは21ゴールを決めてリーグ得点王のタイトルを手中にするとともに、リーグ優勝とKNVBカップの2冠を獲得した。

### ドルトムント
2022年7月6日、ボルシア・ドルトムントと2026年6月30日までの契約を締結した。しかし、加入して間もなくのプレシーズンで体調を崩し、検査で精巣に悪性腫瘍が見つかり離脱した。摘出手術、化学療法を経て、2022年11月には再手術することが発表された。2023年にチームに合流し、1月10日にはデュッセルドルフとの親善試合に出場した。

#### レガネスおよびユトレヒトへのローン
2024年8月31日、CDレガネスに期限付き移籍で加入した。
2025年1月9日、双方の合意によりレガネスとのローン契約を打ち切り、代わって古巣のFCユトレヒトへ2024-25シーズン終了までの期限付き移籍で加入した。

### ユトレヒト
2025年8月18日、ユトレヒトに完全移籍し1年契約を結んだ。

## 代表経歴
2011 FIFA U-17ワールドカップにフランス代表として参加した。なお母親がコートジボワール出身のため、コートジボワール代表を選択する権利も有している。
2020年11月12日に行われた、アフリカネイションズカップ予選のマダガスカル代表戦でコートジボワール代表デビューを果たし、代表初得点も記録した。
アフリカネイションズカップ2023では決勝ゴールを決め、コートジボワールを大会3度目の優勝に導いた。

## 代表歴

### 出場大会
- アフリカネイションズカップ2021（ベスト16）
- アフリカネイションズカップ2023（優勝）

### 試合数
- 国際Aマッチ 26試合 10得点（2020年 - ）

| コートジボワール代表 | 国際Aマッチ | 国際Aマッチ |
| 年                   | 出場        | 得点        |
| -------------------- | ----------- | ----------- |
| 2020                 | 2           | 1           |
| 2021                 | 6           | 2           |
| 2022                 | 7           | 1           |
| 2023                 | 7           | 4           |
| 2024                 | 4           | 2           |
| 通算                 | 26          | 10          |

## タイトル

### クラブ
フランクフルト
- DFBポカール：2017-18

アヤックス
- エールディヴィジ：2020-21, 2021-22
- KNVBカップ：2020-21

### 代表
- アフリカネイションズカップ：2023

### 個人
- エールディヴィジ得点王：2021-22